# آرچر جان پرتر مارتین
آرچر جان پرتر مارتین (به انگلیسی: Archer John Porter Martin) ‏ (۱ مارس سال ۱۹۱۰ در لندن – ۲۸ ژوئیه ۲۰۰۲) شیمیدان انگلیسی بود که در سال ۱۹۵۲ جایزه نوبل شیمی برای اخترع کروماتوگرافی به‌طور مشترک به او و ریچارد لاورنس ساینگ اعطا شد.
پدر او یک پزشک عمومی بود. مارتین در مدرسه بدفورد آموزش‌های خود را شروع نمود و دانشگاه کمبریج تحصیل کرد.